# Nitrophosphat-Prozess
Der Nitrophosphat-Prozess, auch bekannt als Odda-Prozess, dient der industriellen Herstellung von verschiedenen Stickstoff- und Phosphordüngern aus Phosphatgesteinen, Salpetersäure und Ammoniak.

## Geschichte
Erfunden wurde der Nitrophosphat-Prozess 1927 von Erling Johnson, angestellt in den Odda Schmelzwerken (Odda Smelteverk), in Odda, Norwegen. 1929 und 1930 wurde das Verfahren zum Patent angemeldet, dieses wurde 1932 erteilt. Die Schmelzwerke setzten den Prozess jedoch nie selber ein und lizenzierten ihn an Norsk Hydro, BASF, Hoechst AG und DSM Dutch States Mines. Diese entwickelten ihn weiter und vergaben ihrerseits weitere Lizenzen. Zurzeit wird der Prozess noch von BASF, Yara International (hervorgegangen aus der Norsk Hydro), Borealis AG und GNFC Gujarat Narmada Valley Fertilisers verwendet.

## Verfahren
Größere Vorkommen des Pflanzennährstoffes Phosphat finden sich in der Natur fast nur als schwer wasserlösliche Calciummineralien (Apatite), die für die Verwendung als Dünger erst in eine wasserlösliche Form überführt werden müssen. Üblicherweise wird dies durch einen Säureaufschluss und der Behandlung der entstandenen Phosphorsäure mit Ammoniak oder Ammoniumsalzen erreicht. Zwangsläufig muss eine Calciumverbindung als Nebenprodukt abgetrennt werden. Wenn diese Verbindung Calciumsulfat ist, spricht man hierbei von Phosphorgips.
Als erster Schritt wird eine Mischung aus gemahlenen Phosphatgesteinen und Calciumphosphaten aus dem Prozess in Salpetersäure aufgelöst.
{\displaystyle \mathrm {Ca_{3}(PO_{4})_{2}+6\ HNO_{3}\ \longrightarrow \ 2\ H_{3}PO_{4}\ +3\ Ca(NO_{3})_{2}} }
Die Reaktion ist abgeschlossen, wenn das gesamte Gestein aufgelöst wurde oder keine Gasentwicklung von verdampfender Salpetersäure oder entstehenden nitrosen Gasen mehr feststellbar ist. Das nicht gelöste Gestein wird, je nach ursprünglichem Phosphatgehalt, mit frischem Apatit vermischt und weiter aufgeschlossen oder als Abfall aus dem Prozess entfernt.
Durch Zugabe von Natrium- oder Kaliumsalzen können gelöste Fluorosilicate als das entsprechende Alkalihexafluorosilicat gefällt und abgetrennt werden.
{\displaystyle \mathrm {H_{2}SiF_{6}+2\ NaCl\rightarrow Na_{2}SiF_{6}+2\ HCl} }
Dies ist insbesondere dann notwendig, wenn man Calciumphosphate zur Verwendung als Viehfutter produziert.
Durch Abkühlen der Lösung auf unter 0 °C kristallisiert ein Teil des entstandenen Calciumnitrates als Tetrahydrat aus und wird abgetrennt. Bis zu 95 % des Calciums kann so in Form eines Stickstoffdüngers aus dem Prozess entfernt werden. Dies ist ein großer Vorteil des Verfahrens, reduziert es doch die Menge der im weiteren Verlauf wieder ausgefällten Calciumphosphate, welche ein weiteres Mal mit Salpetersäure aufgeschlossen werden müssen.
Das gewonnene Calciumnitrat kann direkt als Dünger verwendet werden. Wegen seiner zerfließenden Kristalle und den sich daraus ergebenden Problemen bei Verarbeitung, Transport und Lagerung wird es meist zu leichter handhabbaren Düngern umgesetzt, dazu wird es in Wasser gelöst und Ammoniak und Kohlenstoffdioxid eingeleitet.
{\displaystyle \mathrm {Ca(NO_{3})_{2}+2\ NH_{3}+CO_{2}+H_{2}O\ \longrightarrow \ 2\ NH_{4}NO_{3}+CaCO_{3}} }
Wird vor dem Eindampfen der Lösung das entstandene Calciumcarbonat abgetrennt, erhält man reines Ammoniumnitrat, ansonsten Kalkammonsalpeter.
Die Mutterlauge des Aufschlusses enthält neben Phosphorsäure noch verschiedene Anteile an Salpetersäure und Calciumnitrat. Über die Menge des eingeleiteten Ammoniaks kann gesteuert werden, ob das Calcium als Calciumphosphat Ca3(PO3)2 oder Calciumhydrogenphosphat CaHPO4 ausfällt, daneben entstehen Ammoniumphosphat und Ammoniumnitrat.
{\displaystyle \mathrm {3\ Ca(NO_{3})_{2}+6\ H_{3}PO_{4}+14\ NH_{3}\ \longrightarrow \ 4\ (NH_{4})_{2}HPO_{4}+6\ NH_{4}NO_{3}+Ca_{3}(PO_{4})_{2}\downarrow } }
{\displaystyle \mathrm {3\ Ca(NO_{3})_{2}+6\ H_{3}PO_{4}+12\ NH_{3}\ \longrightarrow \ 3\ (NH_{4})_{2}HPO_{4}+6\ NH_{4}NO_{3}+3\ Ca(HPO_{4})\downarrow } }
Gibt man Kaliumsalze zu und dampft ein, erhält man einen homogenen Volldünger. Zum Eindampfen kann die starke Hitzeentwicklung der Neutralisation genutzt werden. Sowohl Calciumphosphat als auch Calciumhydrogenphosphat können abfiltriert und dem ersten Prozessschritt zugeführt werden. Im Filterrückstand sind auch unlösliche Eisen- und Aluminiumverbindungen und, sofern Fluorid nicht entfernt wurde, Calciumfluorid vorhanden. Je nach Herkunft des ursprünglich verwendeten Minerals finden sich auch Verunreinigungen mit Schwermetallen oder anderen Spurenelementen. Uran kann dabei unter Umständen Konzentrationen erreichen, die die Abtrennung wirtschaftlich lohnenswert machen. Produkte aus der Zerfallsreihe von Uran wie Radium sind jedoch – wenn vorhanden – aufgrund ihrer Radiotoxizität ein Problem.
Separiertes Calciumhydrogenphosphat kann vor einem weiteren Säureaufschluss ein weiteres Mal mit Ammoniak behandelt werden, um nitratfreies Ammoniumphosphat zu erhalten.
{\displaystyle \mathrm {3\ Ca(HPO_{4})+2\ NH_{3}\ \longrightarrow \ (NH_{4})_{2}HPO_{4}+Ca_{3}(PO_{4})_{2}\downarrow } }
Das ausgefallene Calciumphosphat wird abgetrennt und in den Aufschluss rückgeführt. Durch Eindampfen der Lösung erhält man das Diammoniumhydrogenphosphat.
Alternativ zum Ammoniak kann Ammoniumcarbonat eingesetzt werden, dann läuft die Reaktion aber nicht vollständig ab.
{\displaystyle \mathrm {3\ Ca(HPO_{4})+2\ (NH_{3})_{2}CO_{3}\ \longrightarrow \ (NH_{4})_{2}HPO_{4}+2\ CaCO_{3}\downarrow +Ca(HPO_{4})\downarrow } }
Auch hier wird der Rückstand wieder dem ersten Prozessschritt zugeführt und das Ammoniumhydrogenphosphat durch Eindampfen der Lösung erhalten.
Wird die Auskristallisation des Calciumnitrats nach dem Aufschluss so gesteuert, dass in der Lösung gleiche Stoffmengen an Calciumnitrat und Phosphorsäure enthalten sind, können über die Fällung als Calciumhydrogenphosphat und dessen Reaktion mit Ammoniak oder Ammoniumcarbonat Ammoniumnitrat und Ammoniumphosphat getrennt voneinander produziert werden.
{\displaystyle \mathrm {6\ Ca(NO_{3})_{2}+6\ H_{3}PO_{4}+12\ NH_{3}\ \longrightarrow \ 12\ NH_{4}NO_{3}+6\ Ca(HPO_{4})\downarrow } }
{\displaystyle \mathrm {6\ Ca(HPO_{4})+4\ NH_{3}\ \longrightarrow \ 2\ (NH_{4})_{2}HPO_{4}+2\ Ca_{3}(PO_{4})_{2}\downarrow } }
In dieser Prozessvariante können durch Fällung des Calciumnitrates mit Alkali- und Erdalkalicarbonaten auch die entsprechenden Nitrate erhalten werden.
Es ist möglich, das Verfahren dahingehend zu optimieren, dass ohne Nebenprodukt das gesamte Calciumphosphat in Ammoniumphosphat umgesetzt wird. Dazu wird die Aufschlusslösung einer Destillation unterworfen und die Salpetersäure abgetrennt, welche wieder im ersten Prozessschritt verwendet wird.
{\displaystyle \mathrm {3\ Ca(NO_{3})_{2}+6\ H_{3}PO_{4}\ \longrightarrow \ 3\ Ca(H_{2}PO_{4})_{2}+6\ HNO_{3}\uparrow } }
Das Calciumdihydrogenphosphat wird mit Ammoniak oder Ammoniak und Ammoniumcarbonat behandelt, um Calciumphosphat und Ammoniumphosphat zu erzeugen.
{\displaystyle \mathrm {3\ Ca(H_{2}PO_{4})_{2}+8\ NH_{3}\ \longrightarrow \ 2\ (NH_{4})_{2}HPO_{4}+Ca_{3}(PO_{4})_{2}} }
Zur Erhöhung der Reaktionsgeschwindigkeit der Fällungen von Calciumphosphaten sollten sie bei erhöhter Temperatur und Druck mit einem Überschuss an Ammoniak oder Ammoniumcarbonat durchgeführt werden. Die überschüssigen Chemikalien werden nach der Reaktion durch Destillation rückgewonnen.
Innovativ an diesem Verfahren war, dass ein Volldünger ohne Verbrauch von Schwefelsäure oder Erzeugung von Gips als Nebenprodukt produziert werden konnte. Jedoch ist es durch den geringen Verkaufspreis der Nebenprodukte im Vergleich zur Produktion von Diammoniumhydrogenphosphat aus Ammoniak, Apatiten und Schwefelsäure nicht konkurrenzfähig, was durch den schwierigen Vergleich der Verfahren auf Fachtagungen diskutiert wurde.

## Darauf basierende weitere Patente
| Zitiert von Patent                                                                          | Eingetragen        | Veröffentlichungs- datum | Erfinder/in                                                       | Antragsteller/in                         | Titel |
| ------------------------------------------------------------------------------------------- | ------------------ | ------------------------ | ----------------------------------------------------------------- | ---------------------------------------- | --- |
| US2656266                                                                                   | 15. März 1949      | 20. Oktober 1953         | Bang Calmeyer Reidar                                              | Norsk Hydro Elektrisk                    | Methode, den Säuregehalt von Salpetersäure-Calciumnitrat-Verbindungen zu reduzieren, die Phosphat-Ionen beinhalten                                          |
| US2683075                                                                                   | 5. Juni 1951       | 6. Juli 1954             | Caldwell Paul                                                     | Cannac Res And Dev Company               | Aufschluss von Phosphat-Gestein |
| US2750270                                                                                   | 27. April 1953     | 12. Juni 1956            | Barnes Marion D.                                                  | Monsanto Chemicals                       | Produktion von löslichen Phosphaten |
| US2753252                                                                                   | 22. März 1952      | 3. Juli 1956             | Barnes Marion D.                                                  | Monsanto Chemicals                       | Der Herstellungsprozess von Düngemitteln aus zitronensäurelöslichen phosphathaltigen Materialien                                                            |
| US2803531                                                                                   | 17. Juni 1954      | 20. August 1957          | Swensen Just Riddervo Lindeman und Swensen Gunder Georg U Wasmuth | Norsk Hydro Elektrisk                    | Prozess zur Herstellung von Monoammonium-Phosphat und anderen Produkten aus Rohphosphat                                                                     |
| US2819955                                                                                   | 16. Februar 1953   | 14. Januar 1958          | Slot Willem                                                       | Stamicarbon                              | Behandlung von verunreinigtem Calciumnitrat |
| US2849280                                                                                   | 17. August 1953    | 26. August 1958          | Le Baron Ira M. und Mccullough Robert F.                          | Le Baron Ira M. und Mccullough Robert F. | Behandlung von ausgelaugten Zonen/Böden mit Salpetersäure                                                                                                   |
| US3132935                                                                                   | 10. März 1958      | 12. Mai 1964             | Vorster Fritz, Nees Hugo und Geiersberger Karl                    | Chemische Fabrik Kalk GmbH               | Prozess für die Herstellung komplexer Düngemittel |
| US3325246                                                                                   | 20. November 1963  | 13. Juni 1967            | Sawhill Duane L.                                                  | Olin Mathieson                           | Prozess zur Bereitstellung von Natrium-Triphosphat-Hexahydrat                                                                                               |
| US3431098                                                                                   | 11. März 1966      | 4. März 1969             | Pierre Dumont und Honore Trimbach                                 | Potasse & Engrais Chimiques (PEC)        | Prozessverbesserungen in der Herstellung von komplexen Düngemitteln                                                                                         |
| US3472616                                                                                   | 7. Juli 1966       | 14. Oktober 1969         | Douglas O Hauge                                                   | Bohna & Co B D                           | Produktionsprozess für Monoammonium- und Diammonium-Phosphat                                                                                                |
| US3628940                                                                                   | 2. Januar 1969     | 21. Dezember 1971        | Paul R. Geissler und Ellington M. Magee                           | Exxon Research Engineering Co.           | Produktionsmethode für Nitrophosphat-Dünger |
| US4399110 auch veröffentlicht unter DE3021839A1, EP0041758A1, EP0041758B1                   | 11. Juni 1981      | 16. August 1983          | Hans-Friedrich Kurandt                                            | Chemische Werke Hüls Aktiengesellschaft  | Prozess zur Reduzierung der Radioaktivität von Calciumsulfat, das aus Phosphat-Gestein aufbereitet wurde                                                    |
| US4952379                                                                                   | 28. September 1988 | 28. August 1990          | Johnny Nikolaisen                                                 | Norsk Hydro A.S.                         | Methode zur Reinigung von geschmolzenem/gelöstem Kalziumnitrat, das aus der Mischung getrennt wird durch eine Lösung von Phosphat-Gestein mit Zitronensäure |
| US6562308 auch veröffentlicht unter CA2428843A1, CA2428843C, WO2002040426A2, WO2002040426A3 | 15. November 2000  | 13. Mai 2003             | Leslie L. Carstens und Nick P. Wynnyk                             | Agrium, Inc.                             | Prozess für die Gewinnung von Phosphat aus Phosphat-Gestein                                                                                                 |